# Episodi di Resurrection (seconda stagione)
La seconda stagione ed ultima della serie televisiva Resurrection, composta da 13 episodi, è stata trasmessa in prima visione assoluta negli Stati Uniti da ABC dal 28 settembre 2014 al 25 gennaio 2015.
In Italia la stagione è stata trasmessa su Rai 2 dal 27 gennaio al 18 febbraio 2015.
| nº | Titolo originale | Titolo italiano   | Prima TV USA      | Prima TV Italia  |
| -- | ---------------- | ----------------- | ----------------- | ---------------- |
| 1  | Revelation       | Rivelazione       | 28 settembre 2014 | 27 gennaio 2015  |
| 2  | Echoes           | Echoes            | 5 ottobre 2014    | 27 gennaio 2015  |
| 3  | Multiple         | Multipli          | 12 ottobre 2014   | 27 gennaio 2015  |
| 4  | Old Scars        | Vecchie cicatrici | 19 ottobre 2014   | 28 gennaio 2015  |
| 5  | Will             | Volontà           | 26 ottobre 2014   | 28 gennaio 2015  |
| 6  | Afflictions      | Dolori            | 2 novembre 2014   | 28 gennaio 2015  |
| 7  | Miracles         | Miracoli          | 9 novembre 2014   | 4 febbraio 2015  |
| 8  | Forsaken         | Abbandonati       | 30 novembre 2014  | 4 febbraio 2015  |
| 9  | Aftermath        | Conseguenze       | 7 dicembre 2014   | 4 febbraio 2015  |
| 10 | Prophecy         | Profezia          | 4 gennaio 2015    | 11 febbraio 2015 |
| 11 | True Believer    | Vero credente     | 11 gennaio 2015   | 11 febbraio 2015 |
| 12 | Steal Away       | Dileguarsi        | 18 gennaio 2015   | 11 febbraio 2015 |
| 13 | Loved in Return  | L'amore in cambio | 25 gennaio 2015   | 18 febbraio 2015 |

## Rivelazione
- Titolo originale: Revelation
- Diretto da: Christopher Misiano
- Scritto da: Aaron Zelman

### Trama
L'agente Martin Bellamy riprende conoscenza e si dirige a casa di Henry Langston, dove scopre che è trascorsa una settimana. L'esercito se n'è andato portando via molti dei ritornati, mentre le altre persone sono state rilasciate dopo alcune domande. Vaghi e frammentati ricordi di un interrogatorio gli tornano alla mente, assieme ad un peristente dolore al torace. Mentre Frederick non riesce più a gestire il suo vizio alcolico, sua madre Margaret, morta di cancro trentatré anni prima, riappare e si stabilisce a casa di suo fratello. In base ad un'ecografia al feto di Rachael, Maggie ritiene che il piccolo abbia alcune settimane più del previsto.
- Ascolti Stati Uniti: telespettatori 8.380.000[3]
- Ascolti Italia: telespettatori 725.000 – share 2,72%[4]

## Echoes
- Titolo originale: Echoes
- Diretto da: Dan Lerner
- Scritto da: Stephanie Sengupta, Nicki Paluga

### Trama
Capito di essere anche lui un ritornato, Bellamy accetta di fare da referente per conto della donna misteriosa, che gli fornisce la collaborazione dello sceriffo Langston. Sospettando da alcuni movimenti vicino al suo capanno di caccia che Caleb sia resuscitato, Martin, Fred e i suoi uomini si appostano. La situazione tra il pastore Tom Hale, la sua ex moglie Janine e Rachael si complica.
- Ascolti Stati Uniti: telespettatori 6.740.000[5]
- Ascolti Italia: telespettatori 725.000 – share 2,72%[4]

## Multipli
- Titolo originale: Multiple
- Diretto da: Ron Underwood
- Scritto da: Tony Basgallop, Nathan Louis Jackson

### Trama
Le ossa dissepolte da Margaret vengono recuperate da Tom e dagli altri adepti della sua nuova chiesa durante un battesimo nel fiume. Aiutando il coroner, Maggie scopre che si tratta di più copie degli stessi scheletri, vissuti molti decenni prima. Da un colloquio con Tom, Bellamy capisce che vedere il proprio cadavere potrebbe aiutarlo. Mentre Margaret sostiene Jacob nella sua volontà di andare a scuola contro le preoccupazioni dei suoi genitori, il vicesceriffo Carl Enders ha grossi problemi con il fratello Mikey, di cui è succube.
- Ascolti Stati Uniti: telespettatori 5.550.000[6]
- Ascolti Italia: telespettatori 725.000 – share 2,72%[4]

## Vecchie cicatrici
- Titolo originale: Old Scars
- Diretto da: John Stuart Scott
- Scritto da: Pat Charles, Nathaniel Halpern

### Trama
Il 28 ottobre, anniversario della morte di Jacob, Margaret organizza una cena per rafforzare i legami familiari. Durante un casuale incontro con Janine, Rachael ha un malore. Nel corso del conseguente controllo, Maggie scopre che il feto sta crescendo più velocemente del normale. La gravidanza aiuta a ricreare un rapporto tra le due donne di Tom. Incrociando le informazioni in suo possesso con i giornali locali degli anni Trenta, Martin scopre che le ossa erano di alcuni lavoratori della fabbrica Langston morti in un incidente. Un flashback degli anni Trenta rivela che i due uomini furono uccisi da una folla di cui faceva parte anche la piccola Margaret.
- Ascolti Stati Uniti: telespettatori 5.070.000[7]
- Ascolti Italia: telespettatori 259.000 – share 3,58%[8]

## Volontà
- Titolo originale: Will
- Diretto da: Stephen Cragg
- Scritto da: Michele Fazekas, Tara Butters

### Trama
Il virus che sta colpendo i ritornati continua a portare pazienti all'ambulatorio di Maggie, che chiede a Martin la collaborazione del governo. Le loro preoccupazioni non coinvolgono però il vicesceriffo Enders, che si sente più libero dalle vessazioni del fratello, anche lui ammalato. Fred informa Bellamy delle proprie indagini e delle reticenze di sua madre. Quando Martin la affronta, Margaret le spiega che i ritornati che scompaiono lo fanno perché non voglio più vivere. Dopo aver fatto amicizia con Elaine, Barbara si riavvicina alla figlia e al marito, cosa che non fa piacere alla suocera.
- Ascolti Stati Uniti: telespettatori 4.360.000[9]
- Ascolti Italia: telespettatori 259.000 – share 3,58%[8]

## Dolori
- Titolo originale: Afflictions
- Diretto da: Christopher Misiano
- Scritto da: Stephanie Sengupta

### Trama
Martin, colpito dal virus, chiede aiuto al suo contatto governativo prima di collassare. Si risveglia in una struttura segreta dove riceve cure e informazioni sul decorso della malattia. Dopo aver raccontato a Maggie di aver assistito alla sparizione di sua madre, Elaine le riferisce della presenza di sua nonna ma quando la dottoressa affronta Margaret questa nega ogni coinvolgimento. Durante una visita con Jacob alla vecchia fabbrica Langston, Henry incontra Brian Addison, un uomo che si dice interessato ad investire nella riqualificazione del sito. Un flashback rivela che la misteriosa donna del governo da bambina fu l'unica supersite di un disastro aereo.
- Ascolti Stati Uniti: telespettatori 4.990.000[10]
- Ascolti Italia: telespettatori 259.000 – share 3,58%[8]

## Miracoli
- Titolo originale: Miracles
- Diretto da: Colin Bucksey
- Scritto da: Tony Basgallop

### Trama
Rachael e Margaret fanno il medesimo sogno, nel quale assistono insieme al rogo della fabbrica Langton mentre al suo interno alcuni uomini, tra i quali il nonno di Brian Addison, tentano disperatamente di scappare. Da Twain's, il bar di sua sorella Elaine, Ray incontra il vicesceriffo Carl e lo avvicina al gruppo di cittadini che vedono nei ritornati una minaccia. Rachael, gravemente colpita dalla malattia, rifiuta il farmaco fornito dal governo per timore di effetti collaterali sul bambino che porta in grembo. Tom non riesce ad accettare la sua scelta. Mentre Henry e Brian fanno progetti per il rilancio del mobilificio, Margaret si interessa alla faccenda e fa conoscenza col nuovo arrivato.
- Ascolti Stati Uniti: telespettatori 4.580.000[11]
- Ascolti Italia: telespettatori 245.000 – share 3,11%[12]

## Abbandonati
- Titolo originale: Forsaken
- Diretto da: Constantine Makris
- Scritto da: Nicki Paluga

### Trama
Dopo che le porte delle loro case sono state marchiate con delle croci rosse, le famiglie dei ritornati vivono nella paura e molti abbandonano i loro parenti resuscitati alla chiesa di Tom. Riflettendo sulla miracolosa guarigione di Rachael, Maggie capisce che il feto che porta in grembo potrebbe esserne la ragione e propone una amniocentesi per vedere se con le sue cellule staminali sia possibile curare anche Ray, l'unico non ritornato ad aver contratto il virus. Rachael accetta subito, mentre Janine si agita molto per le sorti del bambino che sente sempre più suo. Dopo aver visto a casa di Brian una foto del nonno, Margaret riconosce nell'uomo William Kirk, morto nel rogo della fabbrica. Capito che si tratta di una vendetta contro i Langston, affronta Addison, imponendogli di rinunciare all'affare, ma senza rivelare la situazione a Henry.
- Ascolti Stati Uniti: telespettatori 3.660.000[13]
- Ascolti Italia: telespettatori 245.000 – share 3,11%[12]

## Conseguenze
- Titolo originale: Aftermath
- Diretto da: Kevin Dowling
- Scritto da: Steve Cwik

### Trama
Nonostante la morte di Tom, Janine continua a tenere segregata Rachael in un cottage in mezzo ai boschi. Nell'intento di proteggere Jacob, i suoi genitori evitano di raccontargli che il suo amico d'infanzia è morto a causa dell'odio per i ritornati e per coloro che li aiutano, ma il bambino ascolta le loro conversazioni. Ray si riprende completamente dalla malattia, ma Maggie non ha altre dosi da fornire agli ammalati. Poiché Angela Forrester non risponde ai suoi messaggi, Bellamy cerca di localizzare la struttura governativa in cui è stato paziente per chiedere la sua collaborazione nella produzione del vaccino. Margaret scopre che Henry ha riavviato i contatti con Brian e suo nonno e cerca l'aiuto di Frederick per bloccare la truffa.
- Ascolti Stati Uniti: telespettatori 3.980.000[14]
- Ascolti Italia: telespettatori 245.000 – share 3,11%[12]

## Profezia
- Titolo originale: Prophecy
- Diretto da: Christopher Misiano
- Scritto da: Aaron Zelman

### Trama
Dopo che Margaret e Jacob se ne sono andati, Lucille rivive il dolore e la disperazioni provati trent'anni prima. Mentre Martin, Henry e Frederick li cercano per tutta Arcadia, al bar di Elaine arriva e poi scompare un uomo misterioso con un'ampia ferita a forma di albero sulla schiena. Intanto nel capanno in cui si è rifugiata col nipote, Margaret gli racconta alcuni stralci dell'amara storia della sua vita.
- Ascolti Stati Uniti: telespettatori 4.100.000[15]
- Ascolti Italia: telespettatori 254.000 – share 1,53%[16]

## Vero credente
- Titolo originale: True Believer
- Diretto da: Vincent Misiano
- Scritto da: Pat Charles

### Trama
Nella struttura federale dove è stata trasferita, Margaret evita di avere contatti con gli altri ritornati, ma non rinuncia ad intervenire quando assiste ad un episodio di bullismo. Mentre è in compagnia di Jenny, Lucille e Jacob, Martin assiste ad un presunto miracolo del predicatore James Goodman, che apparentemente sembra capace di riportare in vita i morti. Bellamy, che da diversi giorni sta facendo dei sogni in cui è presente anche Goodman, indaga sull'uomo e scopre che nella sua precedente vita negli anni Trenta era un truffatore. Rachael raggiunge un po' malconcia l'ambulatorio di Maggie. Lucille accetta un incontro chiarificatore con Henry, ma il marito muore colpito da infarto poco prima di arrivare all'appuntamento. Disperata, la donna si rivolge al predicatore.
- Ascolti Stati Uniti: telespettatori 3.100.000[17]
- Ascolti Italia: telespettatori 254.000 – share 1,53%[16]

## Dileguarsi
- Titolo originale: Steal Away
- Diretto da: Félix Alcalá
- Scritto da: Nathan Louis Jackson

### Trama
Una mattina i ritornati si radunano in uno stato di trance davanti alla stanza di Twain's dove Rachael ha trovato alloggio, finché un colpo di pistola sparato in aria da Frederick non li risveglia. Il predicatore James si interessa quindi alle condizioni della ragazza ed al bambino che porta in grembo. Da una conversazione con Henry viene poi a sapere che sua madre è stata in grado di far sparire Barbara. Al centro di accoglienza federale, dove è accaduto il medesimo fenomeno, Margaret usa il proprio carisma per coalizzare i ritornati contro i dirigenti della struttura. Dopo un colloquio con Angela, Martin si offre di portare James alla struttura per calmare gli animi.
- Ascolti Stati Uniti: telespettatori 3.290.000[18]
- Ascolti Italia: telespettatori 254.000 – share 1,53%[16]

## L'amore in cambio
- Titolo originale: Loved in Return
- Diretto da: Dan Attias
- Scritto da: Nathaniel Halpern

### Trama
I fratelli Langston sorvegliano la casa di Henry, dove Rachael ha trovato protezione. Mentre Martin viene imprigionato dagli adepti del predicatore James, Margaret si intrufola nella residenza del figlio e cerca di convincere Rachael a lasciarsi andare e scomparire per sempre prima di mettere al mondo il bambino. Maggie la sorprende ed interrompe il suo tentativo. Dopo essere riuscito a liberarsi, giunge sul posto anche Martin, poco prima dell'arrivo della folla di ritornati cappeggiati dal predicatore. James, che sa che la nascita del bambino resusciterà milioni di persone, pretende che Rachael venga consegnata, sostenendo che suo figlio sia il diavolo.
- Ascolti Stati Uniti: telespettatori 3.730.000[19]